# Bad Habits (The Monks)
Bad Habits is het debuutalbum van The Monks, opgericht door twee ex-leden van Strawbs, John Ford en Richard Hudson. Het is een album dat ingedeeld wordt bij punk, maar daar veel te zoetsappig voor is. De single Nice legs... haalt de 19e plaats in de Britse hitlijsten.

## Musici
- Terry Cassidy – zang;
- John Ford – basgitaar;
- Richard Hudson – gitaar en slagwerk.

## Composities
1. Johnny B Rotten (*)
2. Drugs in my pocket (*)
3. Love in stereo
4. Bad habits (*)
5. Spotty face(**)
6. Dear Jerry
7. Nice legs shame about het face
8. Inter-City Kitty (*)
9. Out of work musician
10. I ain't getting' any
11. No shame
12. Skylab (Theme from The Monks) (*)

Allen door Ford en Hudsen; (*) Ford/Hudson en Cassidy; (**) alleen Cassidy
Het album wordt in eerste instantie uitgegeven door een klein label (Nickleodeon Records); in 1984 volgt een cdversie van EMI waarop nauwelijks enige info is terug te vinden.